# Coelocorynus runsoricus
Coelocorynus runsoricus is een keversoort uit de familie bladsprietkevers (Scarabaeidae). De wetenschappelijke naam van de soort is voor het eerst geldig gepubliceerd in 1895 door Kolbe.